# کلاله

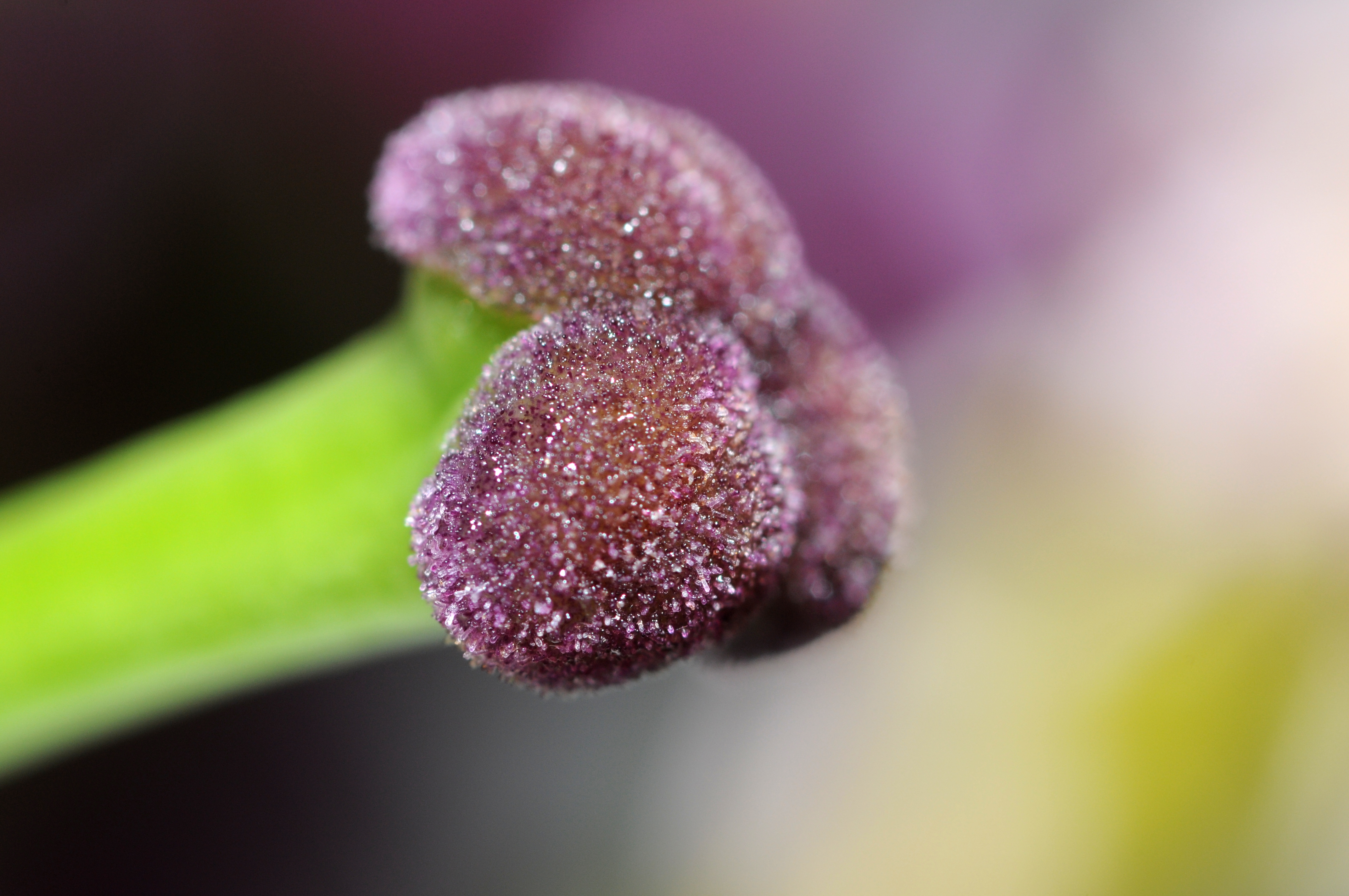
در انتهای خامه کلاله قرار دارد.

کُلاله (به انگلیسی: stigma) بخشی از اجزای مادگی یک گل است که در بالا یا نزدیک خامهٔ گل قرار دارد. کلاله ناحیهٔ پذیرندهٔ دانه گرده است. در بعضی از گیاهان تیره شقایقیان خامه‌ها وجود ندارند و کلاله‌ها مستقیماً روی تخمدان قرار می‌گیرند و به صورت چند ردیف خطوط شعاعی به نظر می‌رسند.
برای بسیاری از گل‌ها یک یا تعدادی از موجودات خاص گرده افشانی را انجام می‌دهند. به عنوان مثال، بیشتر گل‌ها تنها یک گونه خاص از حشره را جذب می‌کنند و برای تولید مثل موفق به آن حشره تکیه می‌کنند. این ارتباط نزدیک می‌تواند نمونه‌ای از هم تکاملی باشد که گل و گرده افشان برای رفع نیازهای یکدیگر به آن رسیده باشند. این رابطه اگر انحصاری باشد نوعی ضرر به حساب می‌آید زیرا انقراض هر کدام از اعضای این رابطه به معنی انقراض عضو دیگر خوهد بود.

## خامه

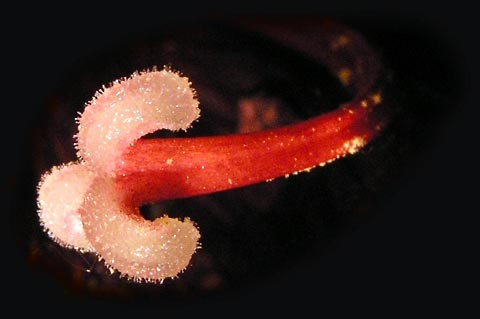
کُلاله

خامه در فارسی به معنی قلم است و در گیاهشناسی معادل style انگلیسی و stylus لاتین قرار گرفته است که آنها نیز به معنی قلم هستند. خامه بخش باریک مادگی گل است که معمولاً از بالای تخمدان شروع می‌شود و به کلاله ختم می‌شود. البته در بعضی تیره‌ها خامه از قاعدهٔ تخمدان برمی‌خیزد که آن را ژینوبازیک (به انگلیسی: Gynobasic) می‌نامند. خامه، تخمدان (گیاهی) و کلاله، قسمت ماده دستگاه زایشی گیاه را تشکیل می‌دهند. بعضی از گیاهان تیره شقایقیان خامه وجود ندارد و کلاله‌ها مستقیماً روی تخمدان قرار می‌گیرند و تشکیل خطوط شعاعی می‌دهند.